# Glycosurie rénale
Pour les articles homonymes, voir Diabète (homonymie).
 Mise en garde médicale
La glycosurie rénale (ou improprement diabète rénal) est un terme médical désignant l'existence d'une glycosurie (présence de glucose dans l’urine) avec une glycémie (glucose dans le sang) normale. 

## Cause
Ceci est dû au fait que les reins sont le siège d'une anomalie qui les rend incapables de réabsorber le glucose, alors que, pour un individu normal, le glucose qui passe dans l'urine primitive est réabsorbé par les reins, et l'urine finale n'en contient plus. Cette maladie héréditaire est bénigne et asymptomatique.
Le diagnostic différentiel principal est le diabète sucré, plus fréquent et plus grave, qui se caractérise, entre autres, par une glycosurie associée à une hyperglycémie. La glycosurie est ici secondaire à l'hyperglycémie. Un dosage de la glycémie, voire un test de charge en glucose, permettent de différencier la cause de la glycosurie.